# Star of India (Schiff)
Die Star of India (ex-Euterpe) ist ein 1863 gebauter Windjammer und liegt heute als Museumsschiff im Maritime Museum San Diego in den USA.

## Geschichte

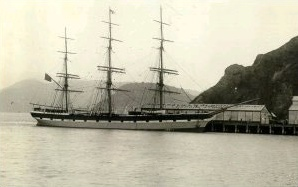
Das Schiff als Euterpe

Gebaut wurde das Schiff im Jahr 1863 als Euterpe für die Reederei Wakefield, Nash & Company aus Liverpool bei der Werft Gibson, McDonald & Arnold in Ramsey auf der englischen Isle of Man. Das Schiff entstand als eisernes Vollschiff. Die Jungfernreise und die darauffolgende Fahrt führten beide nach Kalkutta, wobei das Schiff auf beiden Reisen Sturm- und Kollisionsschäden erlitt. Auf der zweiten Heimreise verstarb der Kapitän, woraufhin die Euterpe an den Ostindien-Kaufmann David Brown abgegeben wurde, der sie weiterhin im Indienhandel einsetzte. 1871 folgte ein weiterer Verkauf an die renommierte Reederei Shaw, Savill & Company, die das Schiff über die folgenden 27 Jahre überwiegend auf Reisen nach Australien und Neuseeland, zur Pazifikküste der Vereinigten Staaten und über Kap Hoorn nach Europa zurück, einsetzte (vgl. Kap Hoornier). Allein zehnmal in Folge wurde das Schiff auf solchen Reisen von Kapitän Th. E. Phillips geführt und erwies sich auf allen Reisen als eher langsam. Im Jahr 1899 erwarb J. J. Moore die Euterpe für seine Reederei Pacific Colonial Ship Company. Moore setzte das Schiff in den folgenden zwei Jahren unter hawaiianischer Flagge im Holzhandel vom Puget Sound nach Australien ein, auf denen meist Heimreisen mit Kohle unternommen wurden. Für die Reisen mit Langholz als Ladung schnitt man Ladepforten in das Heck des Schiffs.
Nach einem Verkauf an die San Franciscoer Alaska Packers’ Association im Jahre 1901 riggte man das Schiff als Bark und verlängerte das Poopdeck bis zum Hauptmast, um mehr Platz für die Besatzung zu schaffen. Unter US-amerikanischer Flagge mit bis zu 300 Mann Besatzung wurde es in der Lachsfahrt eingesetzt. Die Reisen nach Alaska begannen im April, dort wurde bis zum September Lachs gefangen und zu Konserven verarbeitet. Um eine einheitliche Benennung der Flotte zu erzielen, benannte Alaska Packers die Euterpe im Jahr 1906 in Star of India um und setzte sie weiterhin in der Lachsfahrt ein. Bis 1923 führte man diese Fahrten weiter fort und legte das Schiff danach bis 1926 auf.
1926 erwarb J. Wood Coffroth das Schiff für die Zoological Society, um es zu einem meereskundlichen Museum umzugestalten. Die Weltwirtschaftskrise machte diese Pläne zunichte. Ende des Zweiten Weltkriegs lag das Schiff in schlechtem Zustand in San Diego. Dort entdeckte der Segelschiffskapitän und Autor Alan Villiers das Schiff 1957 und gab den ersten Anstoß zur Erhaltung der Star of India. 1959 gründete sich die Vereinigung „Star of India Auxiliary“ zur Erhaltung des Schiffs. Bis 1976 war das Schiff restauriert und konnte wieder als seetüchtig eingesetzt werden. Heute ist die Star of India Teil des Maritime Museum of San Diego und wird jedes Jahr mindestens einmal gesegelt. Sie wurde nie mit einer Hilfsmaschine ausgerüstet.